# Luis Tejada
Luis Carlos „Matador” Tejada Hansell (ur. 28 marca 1982 w Panamie, zm. 28 stycznia 2024 w San Miguelito) – panamski piłkarz występujący na pozycji napastnika. Rekordzista pod względem liczby strzelonych goli w reprezentacji Panamy.

## Kariera klubowa
Tejada seniorską karierę rozpoczynał w 2000 roku w zespole Tauro. W 2001 roku wywalczył z nim wicemistrzostwo Panamy. W 2002 roku przeszedł do Plazy Amador i w tym samym roku zdobył z nią mistrzostwo Panamy. W 2003 roku trafił do kolumbijskiego Deportes Tolima, z którym wywalczył mistrzostwo fazy Finalización Categoría Primera A. Na sezon 2004 wrócił do Tauro, jednak w 2005 roku ponownie wyjechał do Kolumbii, tym razem by grać w tamtejszym drugoligowcu, Envigado.
W 2005 roku Tejada przeszedł do emirackiego Al-Ain FC. W 2006 roku zdobył z nim Puchar Emira. W tym samym roku odszedł do kolumbijskiego Once Caldas. W 2006 roku wrócił również do Plazy Amador. W 2007 roku podpisał kontrakt z amerykańskim Realem Salt Lake. W MLS zadebiutował 8 kwietnia 2007 roku w zremisowanym 2:2 pojedynku z FC Dallas. W barwach Realu rozegrał 2 spotkania.
W 2007 roku Tejada został graczem kolumbijskiej Amériki Cali. Następnie grał w Millonarios oraz Tauro, a w 2010 roku podpisał kontrakt z peruwiańskim Juan Aurich. W Primera División Peruana zadebiutował 15 lutego 2010 roku w zremisowanym 1:1 spotkaniu z FBC Melgar. W klubie spędził dwa lata po czym przeniósł się do Toluca. Później grał m.in. w Universidad César Vallejo, Juan Aurich, Universitario de Deportes czy Sport Boys.
W 2020 roku powrócił do Panamy, gdzie grał w CD Universitario, CD Plaza Amador, Herrera FC, San Francisco FC i Potros del Este.

## Kariera reprezentacyjna
W reprezentacji Panamy Tejada zadebiutował w 2001 roku. 27 czerwca 2003 roku w wygranym 2:0 towarzyskim meczu z Kubą strzelił pierwszego gola w drużynie narodowej.
W 2005 roku został powołany do kadry na Złoty Puchar CONCACAF. Zagrał na nim w pojedynkach z Kolumbią (1:0), Trynidadem i Tobago (2:2), Hondurasem (0:1), RPA (1:1, 5:3 w rzutach karnych), ponownie z Kolumbią (3:2) oraz Stanami Zjednoczonymi (0:0, 1:3 w rzutach karnych). W pierwszym meczu z Kolumbią zdobył także jedną bramkę, a w spotkaniu z Trynidadem i Tobago, dwie. Tamten turniej Panama zakończyła na 2. miejscu.
W 2007 roku Tejada ponownie wziął udział w Złotym Pucharze CONCACAF. Wystąpił na nim tylko w meczu z Meksykiem (0:1). Z tamtego turnieju Panama odpadła w ćwierćfinale.
W 2009 roku po raz trzeci znalazł się w drużynie na Złoty Puchar CONCACAF. Zagrał tam w spotkaniach z Gwadelupą (1:2), Nikaraguą (4:0) oraz Stanami Zjednoczonymi (1:1, 1:2 po dogrywce). W meczu z Nikaraguą zdobył także 2 bramki, a w pojedynku z USA otrzymał czerwoną kartkę. Tamten turniej Panama ponownie zakończyła na ćwierćfinale.
W 2011 roku Tejada po raz czwarty został powołany do kadry na Złoty Puchar CONCACAF. Zagrał również na Złotym Pucharze CONCACAF 2015 i Copa América 2016.
Znalazł się w kadrze Panamy na mistrzostwa świata 2018. Po tym turnieju ogłosił zakończenie reprezentacyjnej kariery. Aktualnie jest rekordzistą pod względem liczby zdobytych bramek dla reprezentacji Panamy.